# 愛美
愛美（あいみ、1991年12月25日 - ）は、日本の女性声優、歌手。本名及び旧芸名は寺川 愛美（てらかわ あいみ）。兵庫県神戸市出身。響所属。公式ファンコミュニティは「OKOMAISON(おこめぞん)」。

## 来歴
2008年「ベストオブシンガーコンテスト 全国大会2008」決勝大会出場。2009年7月5日、「第3回全日本アニソングランプリ」大阪大会で優勝した。
2010年2月6日、「エリーを探せ! ミルキィホームズ 声優オーディションツアー」全国決勝大会で準優勝となり、本名の寺川愛美名義で『探偵オペラ ミルキィホームズ』にて声優デビューした。
2011年5月3日、アーティスト名義「愛美」としてポニーキャニオンよりシングル「天使のCLOVER」でメジャーデビューした。
2013年、『ふたりはミルキィホームズ』の常盤カズミ役で主演を務め、明神川アリス役の伊藤彩沙とユニット「ミルキィホームズ フェザーズ」が結成された。同年12月25日、これまで声優活動を本名「寺川愛美」、歌手活動を「愛美」で使い分けていた名前を「愛美」へ統一した。
2015年、メディアミックスプロジェクト『BanG Dream!』から声優ユニット｢Poppin'Party｣が結成され、ギター・ボーカル担当となった。
2020年4月4日、同じ事務所に所属する佐々木未来、伊藤彩沙とともに「声優三姉妹 チームY」として、YouTubeでの活動を開始した。
2020年12月25日、キングレコードに移籍し、アーティスト活動を再開する事がアナウンスされた。これに伴い、声優アーティスト公式サイトとTwitterのスタッフアカウントが開設された。
2021年4月7日、キングレコードより1stシングル「ReSTARTING!!」がリリースされた。また、同年4月11日には、2ndシングル「カザニア」が、TVアニメ『現実主義勇者の王国再建記』エンディングテーマとして、移籍後初のアニメタイアップ曲となる事が発表された。
2021年12月26日、Zepp DiverCityにて、キングレコード移籍後初となるワンマンライブ「愛美 ONEMAN LIVE“AI Mean It!!”」を開催。
2022年2月15日、持病の治療に専念することを理由に同年3月1日から4月30日まで一部活動を制限。
2023年3月21日、公式ファンコミュニティ「OKOMAISON(おこめぞん)」を開設。同時に、公式ファンコミュニティ内の愛美は「オーナー」であり、ファンコミュニティ会員を「こめつぶ」と呼称する事、ならびに、管理人キャラクターとして「こめまる」が就任する事がアナウンスされた。
2023年7月16日、声優事務所 響所属であり、実妹の千春と共同で、TikTokアカウントaimichiharuを開設した。
2023年12月23日、AIMI BIRTHDAY EVENT 2023が開催された。このイベントは、愛美の公式ファンコミュニティ「OKOMAISON（おこめぞん）」入会メンバーと、シングル「HELP」初回製造分の購入者のみが申込可能の限定イベントとして開催された。
2024年10月20日、愛美 公式ファンコミュニティ「OKOMAISON（おこめぞん）」初のファンイベントツアー「AIMI Fan Meeting Tour RICE PARTY vol.1」の開催がアナウンスされた。「RICE PARTY」はファンコミュニティイベントのタイトル名として今後継続的に利用される名称となり、回数を重ねる毎に、vol.の後ろの数字が増えていく予定。
2025年2月14日、ソロラジオとなる「愛美の米VOICE（あいみのまいぼいす）」が、愛美公式YouTube/Podcastで開始する旨アナウンスされた。また、同時に初回Podcastとなる#0配信が公開された。なお、更新タイミングは不定期の予定。配信ハッシュタグは「#あいみのまいぼいす」。
2025年6月11日、これまで不定期配信、かつ音声のみの事前収録だったソロラジオ「愛美の米VOICE（あいみのまいぼいす）」が、2025年7月2日放送分から、映像付き隔週定期生配信となることが発表され放送が開始されたが、同年8月20日、再び不定期配信となる旨、公式ファンコミュニティでアナウンスがあった。

## 人物
趣味は語学の勉強、フィギュア集め、ゲーム。特技はクレーンゲーム、サックス、ギター、関西弁。尊敬する（目標とする）声優は朴璐美。三人兄妹で兄と妹がおり、妹は同じ響に所属する千春である。
デビュー前にはステーキハウス神楽 三ノ宮店でアルバイトをしており『ヴァンガードTV2』のヴァンガード武者修行のロケで「灼熱の獅子 ブロンドエイゼル」の炎を操るためという名目で同店で修行を行った。
マクロスFで歌うMay'nの姿をみてアニソン歌手を目指す。その後「エリーを探せ! ミルキィホームズ 声優オーディションツアー」で準優勝した事をきっかけに、声優事務所「響」に所属。アニソン歌手業に加え、声優業も目指すこととなる。事務所所属後、個人レッスンをつけてもらい声優業を学びながら、平行して通っていたドワンゴクリエイティブスクールでは速水奨から学んでいた時期もあった。
『変態王子と笑わない猫。』のプロデューサーを務めた轟豊太は「明るく元気で、現場の雰囲気を和ませてくれるムードメーカー」と評した。
『電車でGO!』シリーズのファンでもある。
2016年1月あたりから、ゲーム『アイドルマスター ミリオンライブ!』でも共演する声優の、Machico（伊吹翼 役）、山崎はるか（春日未来 役）、髙橋ミナミ（馬場このみ 役）らと仲が良く、お泊まり会をしたり、カラオケへ行ったり、お茶をしている様子が彼女らのツイッターやブログなどで報告されている。この4名は自分たちの名前の一部をとって「まち吉あいみーな」という愛称で呼び合う仲である。
同い年の声優・歌手である上坂すみれとは『夜中メイクが気になったから』で共演しているが、2人の間には一向に共通項が見つからず、むしろそのことが番組内で共通のネタとなっている節がある。

## 出演
太字はメインキャラクター。

### テレビアニメ
2010年
- 探偵オペラ ミルキィホームズ（2010年 - 2018年、常盤カズミ、女子生徒B） - 3シリーズ + 特別編

2011年
- カードファイト!! ヴァンガード（2011年 - 2020年、スイコ / 立凪スイコ、蝶野アム / エース、巫女、子供B、小学生1、観客A） - 12シリーズ

2012年
- 神様はじめました（海辺夏子、女子学生たち、ウミウシ1、男の子、女子3）
- GON -ゴン-（小鳥、メス象、メガネザル、ウサギ、カエル3）
- しばいぬ子さん（後輩）

2013年
- DEVIL SURVIVOR2 the ANIMATION（女子高生、女）
- フリージング ヴァイブレーション（ロックサンヌ＝エリプトン）
- 変態王子と笑わない猫。（エミ）

2014年
- お姉ちゃんが来た（水原朋也）
- 最近、妹のようすがちょっとおかしいんだが。（鳥井萌亜）
- 白銀の意思 アルジェヴォルン（リクル・ヒカル）
- 超爆裂異次元メンコバトル ギガントシューター つかさ（堂本あたる、堂本ルリ、手下）
- フューチャーカード バディファイト（2014年 - 2018年、氷竜キリ / 死神 / 三角水王 ミセリア、猫 / マダナイ、迦陵頻伽 鶯小町、五角騎竜 砂杖のアルカイド、裏・三角水王 ダークミセリア、暦級五番艦 サツキ / 逆天戦艦 サツキG） - 5シリーズ
- 未確認で進行形（桃内まゆら）

2015年
- ケイオスドラゴン 赤竜戦役（ウルリーカ）
- プラスティック・メモリーズ（シェリー）

2016年
- 探偵オペラ ミルキィホームズ ファンファンパーリーナイト♪ 〜ケンとジャネットの贈り物〜（常盤カズミ）
- みにヴぁん（猫、立凪スイコ、セクレタリー・エンジェル）
- ラクエンロジック（七星縁）

2017年
- BanG Dream!（2017年 - 2022年、戸山香澄） - 3シリーズ + 1作品
- ひなろじ〜from Luck & Logic〜（七星緑）
- 探偵オペラ ミルキィホームズ アルセーヌ 華麗なる欲望（常盤カズミ）

2018年
- タイムボカン 逆襲の三悪人（司会女中） - ギター演奏も担当
- BanG Dream! ガルパ☆ピコ（2018年 - 2022年、戸山香澄） - 3シリーズ
- フューチャーカード 神バディファイト（2018年 - 2019年、光の電神 アマテラス）

2019年
- 消滅都市（キキョウ）
- 戦姫絶唱シンフォギアXV（ミラアルク）
- 耐え子の日常（2019年 - 2020年、朝美、シュレちゃん、シバタカヲル） - 2シリーズ

2020年
- 八十亀ちゃんかんさつにっき シリーズ（2020年 - 2021年、神戸女子 / 荒込透流） - 2シリーズ
- D4DJ（2020年 - 2023年、山手響子） - 2シリーズ+特別編
- アイドリッシュセブン Second BEAT!（一織ファンA）

2021年
- ぷっちみく♪ D4DJ Petit Mix（山手響子、メカ山手響子）
- りばあす（戸山香澄）
- ぼくたちのリメイク（小暮奈々子）
- 出会って5秒でバトル（天翔優利）
- 現実主義勇者の王国再建記（2021年 - 2022年、カルラ・バルガス） - 2シリーズ

2022年
- 異世界美少女受肉おじさんと（カーム、メイド長）
- ラブライブ!虹ヶ咲学園スクールアイドル同好会（ジェニファー）
- てっぺんっ!!!!!!!!!!!!!!!（高橋よもぎ）
- 咲う アルスノトリア すんっ!（ソフィ、ソフィ・アンタゴニスタ）
- 令和のデ・ジ・キャラット（アニメ女子②）

2023年
- 魔法少女マジカルデストロイヤーズ（ブルー）
- BanG Dream! It's MyGO!!!!!（戸山香澄）
- てんぷる（蒼葉結月）
- 呪術廻戦 懐玉・玉折/渋谷事変（小沢優子）
- Helck（イーリス）
- 私の推しは悪役令嬢。（ミシャ＝ユール）
- アイドルマスター ミリオンライブ！（ジュリア）

2024年
- 出来損ないと呼ばれた元英雄は、実家から追放されたので好き勝手に生きることにした（ミレーヌ）
- 魔王様、リトライ!R（モモ）
- ネガポジアングラー（優）

2025年
- 不遇職【鑑定士】が実は最強だった（朱羽）
- 桃源暗鬼（漣水鶏）
- 出禁のモグラ（マヤ）

### 劇場アニメ
2010年代
- 劇場版 カードファイト!! ヴァンガード ネオンメサイア（2014年、立凪スイコ）
- 音楽少女（2015年、山本沙弥）
- 劇場版 探偵オペラ ミルキィホームズ〜逆襲のミルキィホームズ〜（2016年、常盤カズミ）
- BanG Dream! FILM LIVE / 2nd Stage（2019年 - 2021年、戸山香澄） - 2作品

2020年代
- 劇場版 BanG Dream! Episode of Roselia I：約束（2021年、戸山香澄）
- 劇場版 BanG Dream! ぽっぴん'どりーむ!（2022年、戸山香澄）
- すずめの戸締まり（2022年、ミキ）
- 映画『ラブライブ！虹ヶ咲学園スクールアイドル同好会 完結編』（2024年、ジェニファー）

### OVA
- 新テニスの王子様（2012年、真田左助[49]）
- 最近、妹のようすがちょっとおかしいんだが。（2014年、鳥井萌亜[49]） - コミックス第7巻BD付き特装版
- てんぷる（2023年、蒼葉結月[112][113]） - 上・下の巻

### Webアニメ
- みにヴぁん ら〜じ（2022年、立凪スイコ[114]）
- ふたりはミルキィホームズ（2022年、ナレーション[115]） - ショート動画
- 彼女、お借りします×てんぷる コラボミニアニメ（2023年、蒼葉結月[116]）
- TVアニメ『桃源暗鬼』オリジナルミニアニメ おにもももも（漣水鶏[117]）

### ゲーム
2011年
- ヴァイスシュヴァルツ ポータブル（重千代）
- 魔界戦記ディスガイア4（アルラウネ、音楽屋）

2012年
- 閃乱カグラ Burst -紅蓮の少女達-
- 探偵オペラ ミルキィホームズ 2（ネズミ、指揮生徒、女性、男の子）
- ディスガイア D2（アルラウネ、音楽屋）
- 迷宮塔路レガシスタ
- 桃色大戦ぱいろん+（柳沢ねるこ、紅梅）

2013年
- アイドルマスター ミリオンライブ!（2013年 - 2017年、ジュリア）
- カードファイト!! ヴァンガード ライド トゥ ビクトリー!!（スイコ）
- 禁断召喚!サモンマスター（ルル）
- 変態王子と笑わない猫。（エミ）
- 魔女と百騎兵（ヴァンダー・カマミール〈ミールさん〉）

2014年
- カードファイト!! ヴァンガード ロック オン ビクトリー!!（立凪スイコ）
- トイズドライブ（常盤カズミ、怪盗アルテミス、遠藤雛菊、黒羽吉乃）

2015年
- シューティングガール（片平夏希）
- フューチャーカード バディファイト 友情の爆熱ファイト!（氷竜キリ）
- 魔界戦記ディスガイア5（リーゼロッタ）
- メイデンクラフト（桂木利央里）

2016年
- 三国志ものがたり（糜竺）
- クイズRPG 魔法使いと黒猫のウィズ（2016年 - 2017年、イニュー・リェル、ミーレン・ドーソン）
- ヴァリアントナイツ（ミルコ＝ファーラン）
- 消滅都市2（キキョウ）
- プラスティック・メモリーズ（シェリー）

2017年
- メイプルストーリー（ルシード）
- フューチャーカード バディファイト 目指せ!バディチャンピオン!（氷竜キリ、マダナイ）
- 編隊少女（若松愛呼）
- クラッシュ・オブ・パンツァー（アレクサンドラ・ヴァシレフスキー）
- アイドルマスター ミリオンライブ! シアターデイズ（2017年 - 2024年、ジュリア） - ギター演奏のモーションアクターも担当
- UNDER NIGHT IN-BIRTH（2017年 - 2020年、セト〈幼少期〉、櫻井） - 2作品
- Q＆Qアンサーズ（キュウタ）
- 極三国 -KIWAMI-（蔡文姫）
- バンドリ！ガールズバンドパーティ！（2017年 - 2024年、戸山香澄）
- ミトラスフィア（なりきりボイス）
- ブレイジング オデッセイ（ハーミド）
- デスティニーチャイルド（フローラ）
- ドラゴンジェネシス -聖戦の絆-（マルス）

2018年
- フューチャーカード バディファイト 誕生!オレたちの最強バディ!（氷竜キリ）
- テリアサーガ（エルディス）
- CARAVAN STORIES（ベネカ）
- ウチの姫さまがいちばんカワイイ（トルテ）

2019年
- ブラウンダスト（イリス、ヴィオラ、チャイナドレス ヴィオラ）
- ドールズフロントライン（2019年 - 2024年、TAC-50、MDR、FM24）
- エルンジェネシス（アルビダ）
- ヴァンガード ZERO（2020年 - 2022年、スイコ、蝶野アム）

2020年
- ポケモンマスターズ（ヒガナ）
- ロストディケイド（キャロライン）
- 戦姫絶唱シンフォギアXD UNLIMITED（ミラアルク）
- キングダムオブヒーロー（プレイオネ）
- 少女☆歌劇 レヴュースタァライト -Re LIVE-（戸山香澄）
- 逆命使いの少年（白華）
- D4DJ Groovy Mix（2020年 - 2024年、山手響子）
- CLOSERS（ミライ）
- 白猫プロジェクト（レイヨン）

2021年
- アイドルマスター シンデレラガールズ スターライトステージ（ジュリア）
- 咲う アルスノトリア（ソフィ・アンタゴニスタ）
- イリュージョンコネクト（カーミ）
- アイドルマスター ポップリンクス（ジュリア）
- グリザイア クロノスリベリオン（古渡紬）
- カウンター・アームズ（メドゥーサ、T-34、Ju-52、EA-18G グラウラー）
- ブラック・サージナイト（アドミラル・ヒッパー）
- 異世界に飛ばされたらパパになったんだが 〜精霊騎士団物語〜（パンテラ）
- 白夜極光（ナミシス、ラビ）
- コードギアス Genesic Re;CODE（雉子）
- D_CIDE TRAUMEREI（亀梨風音）
- この素晴らしい世界に祝福を！ファンタスティックデイズ（メル）
- 二ノ国：Cross Worlds（ルーシー）
- クッキーラン: キングダム（パフェ味クッキー）
- アリス・ギア・アイギス（2021年 - 2024年、波佐見 利佳）
- パニリヤ・ザ・リバイバル（ラブミー、朧）

2022年
- ヘブンバーンズレッド（2022年 - 2024年、水瀬いちご）
- ホーンテッド・オバケストラ Vol.2 BIANKE（ヨウヨウ）
- eBASEBALLパワフルプロ野球2022（橘みずき）
- アズールレーン（ブリュンヒルデ）
- 勝利の女神:NIKKE（2022年 - 2023年、ミカ、ヤン、ミカ：スノーバディ）
- ドールズフロントライン ニューラルクラウド（イムホテプ）

2023年
- ミリオンモンスター（竜豊の女神トヨタマヒメ）
- アリスフィクション（妲己）
- マジデス壊 魔法少女マジカルデストロイヤーズ（ブルー）
- チョコットランド（フェイ）
- 崩壊:スターレイル（セーバル）
- ブラウンダスト2（シェラザード）
- リバース:1999（クリスタッロ）
- 逆転オセロニア（アスモデウス）
- 放置少女〜百花繚乱の萌姫たち〜（2023年 - 2024年、少司命、ポセイドン）
- ONE.（川名みさき）

2024年
- グランブルーファンタジー（ファルハナ）
- ディライズ ラストメモリーズ -De:Lithe Last Memories-（雨宮テンカ）
- 聖剣伝説 VISIONS of MANA（クリスティーヌ）
- グランサガ（蠱惑の邪龍 ファフナー）

2025年
- The First Berseker:Khazan（エラメイン）
- 幻想水滸伝 STAR LEAP（リンリン）

### 音声作品

#### ドラマCD
2012年
- フリージング ドラマCD 神の手を持つ男 ※単行本第14巻ドラマCD付き特装版
- らいか・デイズ（女医）

2013年
- 孔明のヨメ。（林）
- 変態王子と笑わない猫。（エミ）※単行本第6巻ドラマCD付き特装版
- ぽちゃぽちゃ水泳部（貝谷あゆみ）
- 魔女っ子みなみくんの事情（黒河桜子）
- レーカン!（コギャル霊）

2015年
- アイドルマスター ミリオンライブ！ シリーズ（2015年 - 、ジュリア〈北王路さん / 先輩看護師〉）

2023年
- ホワイトライアー（水川リリア）

2025年
- はなれがたいけもの（リリエセル、ニーラ）

#### オーディオブック
- FeBe「また、同じ夢を見ていた」（2017年、南さん[210]）
- かたりてプロジェクト 始まりの魔法使い 朗読（2018年、アイ[211]）
- Audible「トリガール!」（2018年、朗読[212]）
- One more time，One more chance、Universe - from うたをよむ。（2024年、音読[213]）

#### デジタルコミック
- 異世界でスキルを解体したらチートな嫁が増殖しました 概念交差のストラクチャー（2020年、 セシル・アシュタルテー[214]）
- アキトはカードを引くようです（2020年、キャロル[215]）
- コミック版 BanG Dream!（2020年、戸山香澄[216]）
- 神様にスカウトされて異世界にやって来ました。―家電魔法で快適ライフ―【コミック版】（2021年、ウェルティアナ[217]）
- 四つ子ぐらし（2021年、宮美二鳥[218]）
- 裸のモデルは美しすぎる少年『モネ』（2025年、モネ[219]）

### 実写作品

#### 実写映画
- 劇場版 カードファイト!! ヴァンガード 3つのゲーム（2014年、本人出演[220]）
- 青夏 きみに恋した30日（2018年、女性役[221]）

### 吹き替え

#### アニメ
- ロボカーポリー（2013年、ベニー[49]）

### ラジオ
※はインターネット配信。
- ヴァイスシュヴァルツ ひみつのタミテラッシュ村（2010年 - 2013年、HiBiKi Radio Station※）[222]
- 堀内賢雄と寺川愛美の三国志ラジオ（2012年、HiBiKi Radio Station）[223]
- 夜中メイクが気になったから（2012年 - 2018年、ラジオ大阪・HiBiKi Radio Station※）[224]
- ラジオ大阪「Vステ夏の陣2012」 立ち上がれ! 僕らのヴァンガード サンデー（2012年、ラジオ大阪）
- THREE ARROWS ラジオ「らいか・デイズ」 マニア（2012年、HiBiKi Radio Station※）[225]
- へんねこらじお（2013年、ラジオ大阪・HiBiKi Radio Station※）[226]
- THREE ARROWS ラジオ「孔明のヨメ。〜三顧のRadio!!〜」（2013年、HiBiKi Radio Station※）[227]
- ラジオ ふたりはミルキィホームズ（2013年、HiBiKi Radio Station※）[228]
- Weiß Schwarzラジオ（2013年 - 2014年、HiBiKi Radio Station※）
- ラジオにまでお姉ちゃんが来た（2013年 - 2014年、HiBiKi Radio Station※）[229]
- あいみ あやさのミルキィホームズフェザーズタイム（2014年、HiBiKi Radio Station※）[230]
- 愛美のゆとりんらんど（2014年、HiBiKi Radio Station※）[231]
- 白銀の意思 アルジェヴォルン 独立第八部隊・秘密通信（2014年 - 2015年、HiBiKi Radio Station※）[232]
- 愛美のゆとりん学園（2014年 - 2017年、HiBiKi Radio Station※）[注 2][231]
- BanG_Dream! RADIO!!!!!（2015年 - 2016年、HiBiKi Radio Station※）
- 愛美とはるかの2年A組青春アクティ部!（2016年 - 、ニコニコ生放送※）[233]
- バンドリ！ポッピンラジオ！（2016年 - 2022年、HiBiKi Radio Station※・ラジオ大阪）[234]
- 愛美のPerfect Monday（2017年、TS ONE）[235]
- ロストディケイドRADIO 〜アウロラ通信〜（2019年 - 2021年、HiBiKi Radio Station※）[236]
- ラジオドライバー愛美の“どちらまで行かれますか?”（2020年、マンガPark※）[237]
- U-nite!「愛美のROCK ON MUSIC」（2020年 - 2021年、TOKYO FM・AuDee※）[238]
- Peaky P-keyのだいたい10分ラジオ（2024年 - 、Youtube※）[239]
- 話しTARINAI！キズナラジオ！（2025年 - 、ニッポン放送）[240]
- 夜行性自論（2025年 -、AuDeeメンバーシップ）[241]

### ラジオCD
- 愛美とはるかの2年A組青春アクティ部！FANDISK（2017年）[242]
- 愛美とはるかの2年A組青春アクティ部！FANDISK2（2017年）[243]
- 愛美とはるかの2年A組青春アクティ部！FANDISK3（2018年）[244]
- 愛美とはるかの2年A組青春アクティ部！FANDISK4（2018年）[245]

### テレビ番組
※はインターネット配信。
- ふじびじ（2012年 - 2015年、フジテレビ）リポーター[246][247]
- ヴァンガードTV2（2012年 - 2013年、BSジャパン）[248][249]
- ブシロードTCG情報局（2012年 - 2013年、TOKYO MX・BS11）[250]
- 寺川愛美の BANG BANG ヴァンガード!!（2012年 - 2013年、TBSテレビ）MC[251]
- 寺川愛美のブシモ道場!!（2013年、TBSテレビ）MC[252]
- 麻雀最強戦2013（2013年、ニコニコ生放送※・フジテレビNEXT）アシスタント[253]
- 月刊ブシロードTV（2014年 - 2018年[注 3]、TOKYO MX）MC[254]
- 超特急のふじびじスクール!（2014年 - 2015年、フジテレビ）リポーター[255][256]
- アニメマシテ（2015年、テレビ東京）MC[257]
- サタデーヴァンガード1030（2015年 - 2016年、BSジャパン）MC[258]
- バンフリ！（2017年、AbemaTV※）※週替わりMC[259]
- 愛美のPerfect Woman（2017年 - 2021年、FRESH!※・YouTube※）[260]
- バンドリ!TV（2018年 - 2020年、TOKYO MX）MC[261]
- レクニャンのゲーム部屋（2018年 - 2020年、OPENREC.tv※・AbemaTV※）※週替わりMC[262]
- 夢の白米おかず選手権（2019年 - 2020年 、cookpadLive※）[263]
- ガルパステーション(2021年、YouTube※)[264]
- 声優と夜あそび（2021年、AbemaTV※）[265]

### ナレーション
- バナナドライ部（2019年、ナレーション[266]）
- かまいガチ（2021年、ナレーション[267]）
- 特番『お買いものパンダ！』新年あけましておめでとう！お正月スペシャル特番（2025年、ナレーション[268]）

### CM
- カードファイト!! ヴァンガード「蒼嵐艦隊 イラストレーターver.」CM（2012年、ナレーション[269]）
- 禁断召喚!サモンマスターCM（2013年、ナレーション[270]）
- バウンドモンスターズCM（2013年、ナレーション[271]）
- ESP×BanG Dream! コラボレーションモデルCM（2017年 - 2020年、本人出演[272]）
- バンドリ！ ガールズバンドパーティ！CM（2017年 - 2018年、本人出演[273]、ナレーション[274]）
- マクドナルド「グラコロ」CM（2019年、坂出ミコト役[275]）
- ロストディケイド CM（2020年、本人出演[276]）
- アイドルマスター ミリオンライブ! シアターデイズ ハーフアニバーサリー記念TVCM「39人ライブ篇」「大切なのは個性篇」（2020年、本人出演[277]）
- Canon EOS Kiss M2 CM（2020年、ナレーション[278]）
- ぜーんぶとっちゃお！クレーンゲーム CM（2024年、ナレーション[279]）
- ナガノアニエラフェスタ2025 CM（2025年、ナレーション[280]）

### 朗読劇
- 朗読劇「星降る街」2025（2025年、詩織[281]）

### 舞台
- KOYA・MAP +アニソンぷらす 「喝采」アニソンミュージカル.ver（2012年、徳田愛子[282]）
- ことだま屋本舗EXステージvol.3「ことだま屋×Z」（2018年、『ヴァンパイア・サバイバー（ミッシェル）』、『サマーヒーロー（新野正世）』）

### 映像商品
- THE IDOLM@STER M@STERS OF IDOL WORLD!!2014 Day1（2014年）[283]
- THE IDOLM@STER MILLION LIVE! 1stLIVE HAPPY☆PERFORM@NCE!! Blu-ray Day1（2014年）[284]
- THE IDOLM@STER MILLION LIVE! 2ndLIVE ENJOY H@RMONY!! Live Blu-ray Day2（2015年）[285]
- THE IDOLM@STER M@STER OF IDOL WORLD!!2015 Live Blu-ray Day2（2016年）[286]
- THE IDOLM@STER MILLION LIVE! 3rdLIVE TOUR BELIEVE MY DRE@M!! LIVE Blu-ray （2016年）[287][288][289][290]
- Animelo Summer Live 2016 刻 -TOKI- 8.27（2017年、Poppin'Party from BanG Dream!として出演）[291]
- THE IDOLM@STER MILLION LIVE! 4thLIVE TH@NK YOU for SMILE! LIVE Blu-ray DAY2/DAY3（2018年）[292][293]
- Animelo Summer Live 2017 -THE CARD- 8.26（2018年、アイドルマスターミリオンスターズとして出演）[294]
- THE IDOLM@STER 765 MILLIONSTARS HOTCHPOTCH FESTIV@L!! LIVE Blu-ray DAY1（2018年）[295][296]
- Animelo Summer Live 2018 “OK!" Blu-ray（2019年、Poppin'Party、アイドルマスターミリオンライブ！ミリオンスターズとして出演）[297]
- THE IDOLM@STER MILLION LIVE! 5thLIVE BRAND NEW PERFORM@NCE!!! LIVE Blu-ray DAY2（2019年）[298]
- Animelo Summer Live 2019 -STORY- Blu-ray（2020年、Poppin'Partyとして出演）[299]
- THE IDOLM@STER MILLION LIVE! 6thLIVE TOUR UNI-ON@IR!!!! LIVE Blu-ray（2020年）[300][301]
- バンダイナムコエンターテインメントフェスティバル 2days LIVE Blu-ray（2020年、アイドルマスター ミリオンライブ！ ミリオンスターズ(D/Zeal)として出演）[302]
- THE IDOLM@STER MILLION LIVE! 7thLIVE Q@MP FLYER!!! Reburn LIVE Blu-ray DAY1（2022年）[303][304][305]
- THE IDOLM＠STER MILLION LIVE! 8thLIVE Twelw@ve LIVE Blu-ray DAY2（2022年）[306][307]

### パチンコ・パチスロ
- 探偵歌劇 ミルキィホームズTD 消えた7と奇跡の歌（2016年、常盤カズミ[308]）
- Pフィーバー アイドルマスター ミリオンライブ!（2021年、ジュリア[309]）
- パチスロ アイドルマスター ミリオンライブ!（2021年、ジュリア[310]）
- L D4DJ Pachi-Slot Mix（2024年、山手響子[311]）

### その他コンテンツ
- Animelo Summer Live 2010 - evolution -（2010年、バックダンサー[312]）
- Voice Actor Card Collection VOL.02 愛美&尾崎由香 feat.戸山姉妹「あいみんとおざぴゅあ」（2018年）[313]
- MILGRAM -ミルグラム-（2020年、コトコ〈杠琴子〉[314]）
- 電気事業連合会 ひらめき！ピカールくん（2020年、ピカリーノ[315]）
- おしごとねいろ 〜美容師編〜 ASMR（2020年、和澄あかり[316][317]）
- ウマい棒ダービー（2021年、タラコザリップ[318]）
- Paradox Live（2021年、呉羽葵[319]）
- 我が焔炎にひれ伏せ世界（2022年、ジン[320]）
- マジカルアニマルだらけの異世界からの脱出（2024年、オタペン[321])
- 推し旅（2024年、2025年、戸山香澄[322][323]）

## ディスコグラフィ

### シングル

#### CDシングル
|     | 発売日        | タイトル                     | 規格品番   | オリコン 最高位 |
| --- | ------------- | ---------------------------- | ---------- | --------------- |
| 1st | 2011年5月3日  | 天使のCLOVER                 | PCCG-01165 | 62位            |
| 2nd | 2011年11月2日 | LIVE for LIFE 〜狼たちの夜〜 | PCCG-01201 | 30位            |
| 3rd | 2012年7月18日 | Link                         | PCCG-70139 | 36位            |
| 4th | 2013年2月27日 | We're the stars              | PCCG-70158 | 156位           |
| 5th | 2013年4月17日 | 運命の檻                     | PCCG-70177 | 67位            |

|            | 発売日         | タイトル          | 規格品番   | 規格品番  | オリコン 最高位 |
| 初回限定盤 | 発売日         | タイトル          | 通常盤     |           | オリコン 最高位 |
| ---------- | -------------- | ----------------- | ---------- | --------- | --------------- |
| 1st        | 2021年4月7日   | ReSTARTING!!      | KICM-92083 | KICM-2083 | 4位             |
| 2nd        | 2021年7月28日  | カザニア          | KICM-92093 | KICM-2093 | 10位            |
| 3rd        | 2023年4月26日  | MAGICAL DESTROYER | KICM-92133 | KICM-2133 | 21位            |
| 4th        | 2023年7月26日  | 煩悩☆パラダイス   | KICM-92137 | KICM-2137 | 17位            |
| 5th        | 2023年10月25日 | HELP              | KICM-92144 | KICM-2144 | 24位            |

#### 配信シングル
|     | 発売日       | タイトル                 |
| --- | ------------ | ------------------------ |
| 1st | 2021年1月6日 | いやよいやよもすきのうち |

|     | 発売日        | タイトル             |
| --- | ------------- | -------------------- |
| 1st | 2021年9月20日 | Twinkle Starry Night |

|     | 発売日         | タイトル       |
| --- | -------------- | -------------- |
| 1st | 2021年12月27日 | LIGHTS         |
| 2nd | 2022年2月23日  | ドレス         |
| 3rd | 2024年4月9日   | メリトクラシー |

### アルバム
|            | 発売日        | タイトル | 規格品番   | 規格品番   | オリコン 最高位 |
| 初回限定盤 | 発売日        | タイトル | 通常盤     |            | オリコン 最高位 |
| ---------- | ------------- | -------- | ---------- | ---------- | --------------- |
| 1st        | 2013年11月6日 | Love     | PCCG-01367 | PCCG-01368 | 77位            |

|            | 発売日        | タイトル   | 規格品番                                  | 規格品番  | オリコン 最高位 |
| 初回限定盤 | 発売日        | タイトル   | 通常盤                                    |           | オリコン 最高位 |
| ---------- | ------------- | ---------- | ----------------------------------------- | --------- | --------------- |
| 1st        | 2022年7月13日 | AIMI SOUND | KICS-94042（TYPE-L） KICS-94043（TYPE-S） | KICS-4042 | 14位            |

|            | 発売日        | タイトル | 規格品番   | 規格品番  | オリコン 最高位 |
| 初回限定盤 | 発売日        | タイトル | 通常盤     |           | オリコン 最高位 |
| ---------- | ------------- | -------- | ---------- | --------- | --------------- |
| 1st        | 2025年8月20日 | A/CODE   | KICS-94210 | KICS-4210 |                 |

### 映像作品
|     | 発売日        | タイトル                         | 規格品番 | オリコン 最高位 |
| --- | ------------- | -------------------------------- | -------- | --------------- |
| 1st | 2022年5月18日 | 愛美 ONEMAN LIVE “AI Mean It!!”  | KIXM-498 | 17位            |
| 2nd | 2023年6月7日  | 愛美 LIVE TOUR 2022 “AIMI SOUND” | KIXM-543 | 10位            |

### タイアップ曲
| 楽曲                         | タイアップ | 時期   |
| ---------------------------- | --- | ------ |
| Wonderful World              | テレビアニメ『アスタロッテのおもちゃ！』イメージソング                                                           | 2010年 |
| 天使のCLOVER                 | テレビアニメ『アスタロッテのおもちゃ！』オープニングテーマ                                                       | 2011年 |
| LIVE for LIFE 〜狼たちの夜〜 | テレビアニメ『ベン・トー』オープニングテーマ                                                                     | 2011年 |
| このまま、ずっと             | ゲーム『ヴァイスシュヴァルツ ポータブル』エンディングテーマ                                                      | 2011年 |
| Link                         | テレビアニメ『織田信奈の野望』オープニングテーマ                                                                 | 2012年 |
| We're the stars              | テレビアニメ『FAIRY TAIL』エンディングテーマ                                                                     | 2013年 |
| 運命の檻                     | テレビアニメ『断裁分離のクライムエッジ』オープニングテーマ                                                       | 2013年 |
| いやよいやよもすきのうち     | ショートフィルム企画「かんぺきなおんな」主題歌                                                                   | 2021年 |
| ReSTARTING!!                 | テレビ朝日系『musicるTV』4月度エンディングテーマ                                                                 | 2021年 |
| Twinkle Starry Night         | テレビ朝日系『お願い!ランキング』9月度エンディングテーマ                                                         | 2021年 |
| カザニア                     | テレビアニメ『現実主義勇者の王国再建記』エンディングテーマ                                                       | 2021年 |
| LIGHTS                       | テレビアニメ『現実主義勇者の王国再建記』エンディングテーマ                                                       | 2022年 |
| MAGICAL DESTROYER            | テレビアニメ『魔法少女マジカルデストロイヤーズ』オープニングテーマ                                               | 2023年 |
| MAGICAL DESTROYER            | InterFM『伊織もえのACGライブちゅう！』5月エンディングテーマ                                                      | 2023年 |
| エスケープ                   | BS11『なすなかにしのゲームキングダム』5月度エンディングテーマ                                                    | 2023年 |
| 煩悩☆パラダイス              | テレビアニメ『てんぷる』オープニングテーマ                                                                       | 2023年 |
| HELP                         | テレビアニメ『Helck』第2クールオープニングテーマ                                                                 | 2023年 |
| メリトクラシー               | テレビアニメ『出来損ないと呼ばれた元英雄は、実家から追放されたので好き勝手に生きることにした』エンディングテーマ | 2024年 |

### キャラクターソング
| 発売日   | 商品名                                                                                                 | 歌 | 楽曲 | 備考                                                                                  |
| 2012年   | 2012年                                                                                                 | 2012年 | 2012年 | 2012年                                                                                |
| -------- | --- | --- | --- | ------------------------------------------------------------------------------------- |
| 5月5日   | ミラクルトリガー 〜きっと明日はウルトラレア！〜／スタンドアップ！DREAM                                 | ウルトラレア | 「ミラクルトリガー 〜きっと明日はウルトラレア！〜」 | テレビアニメ『カードファイト!! ヴァンガード』挿入歌                                   |
| 5月5日   | ミラクルトリガー 〜きっと明日はウルトラレア！〜／スタンドアップ！DREAM                                 | ウルトラレア | 「スタンドアップ！DREAM」 | テレビアニメ『カードファイト!! ヴァンガード』関連曲                                   |
| 2013年   | | | |                                                                                       |
| 2月20日  | ENDLESS☆FIGHTER                                                                                        | ウルトラレア | 「ENDLESS☆FIGHTER」 | テレビアニメ『カードファイト!! ヴァンガード リンクジョーカー編』エンディングテーマ    |
| 2月20日  | ENDLESS☆FIGHTER                                                                                        | ウルトラレア | 「未来SKETCH!」 | テレビアニメ『みにヴぁん』エンディングテーマ                                          |
| 4月17日  | 禁断召喚！サモンマスター テーマソング&ドラマCD                                                         | ルル（寺川愛美） | 「Brave Master」 | ゲーム『禁断召喚！サモンマスター』テーマソング                                        |
| 4月24日  | THE IDOLM@STER LIVE THE@TER PERFORMANCE 01 Thank You!                                                  | 765 MILLIONSTARS | 「Thank you!」 | ゲーム『アイドルマスター ミリオンライブ！』テーマソング                               |
| 4月24日  | THE IDOLM@STER LIVE THE@TER PERFORMANCE 01 Thank You!                                                  | 765THEATER ALLSTARS | 「Thank you!」 | ゲーム『アイドルマスター ミリオンライブ！』テーマソング                               |
| 9月4日   | ぐろーりーぐろーいん☆DAYS                                                                              | ミルキィホームズ フェザーズ | 「セイシュンビギナー！」 | テレビアニメ『ふたりはミルキィホームズ』エンディングテーマ                            |
| 9月4日   | ぐろーりーぐろーいん☆DAYS                                                                              | ミルキィホームズ シスターズ | 「ピンチにパンチ」 | テレビアニメ『ふたりはミルキィホームズ』関連曲                                        |
| 9月25日  | THE IDOLM@STER LIVE THE@TER PERFORMANCE 06                                                             | ジュリア（寺川愛美） | 「流星群」 | ゲーム『アイドルマスター ミリオンライブ！』関連曲                                     |
| 9月25日  | THE IDOLM@STER LIVE THE@TER PERFORMANCE 06                                                             | 星井美希（長谷川明子）、伊吹翼（Machico）、北上麗花（平山笑美）、ジュリア（寺川愛美） | 「Marionetteは眠らない 」 | ゲーム『アイドルマスター ミリオンライブ！』関連曲                                     |
| 9月25日  | 変態王子と笑わない猫。 Blu-ray第4巻特装版 キャラクターソング&サウンドトラック収録CD                    | エマヌエーラ・ポルラローラ（寺川愛美） | 「仕返しだって100%!」 | テレビアニメ『変態王子と笑わない猫。』関連曲                                          |
| 12月18日 | Dreamin'                                                                                               | ミルキィホームズ シスターズ | 「We are the Miracle Holmes♪」 | 『ミルキィホームズ』関連曲                                                            |
| 2014年   | | | |                                                                                       |
| 3月1日   | Piece                                                                                                  | 朋也（愛美） | 「水原朋也（13）歌います！」 | テレビアニメ『お姉ちゃんが来た』関連曲                                                |
| 3月19日  | 未確認で進行形 DVD & Blu-ray Vol.1 音声特典 キャラクターソングCD                                       | ひばり高校1年3組 | 「めっせーじ！」 | テレビアニメ『未確認で進行形』関連曲                                                  |
| 4月30日  | 冒険☆ミルキィロード!!                                                                                  | ミルキィホームズ シスターズ | 「スイートスイートホームタウン」 | 『ミルキィホームズ』関連曲                                                            |
| 6月18日  | ギガントシューターだっちゅーの！/キミが一番つたえたいもの                                              | Gigant Girls | 「キミが一番つたえたいもの」 | テレビアニメ『超爆裂異次元メンコバトル ギガントシューター つかさ』エンディングテーマ  |
| 7月30日  | 最近、妹のようすがちょっとおかしいんだが。 BD第5巻特典CD                                               | 鳥井萌亜（愛美） | 「Bitterカンケイ」 | テレビアニメ『最近、妹のようすがちょっとおかしいんだが。』関連曲                      |
| 9月24日  | THE IDOLM@STER LIVE THE@TER HARMONY 04                                                                 | エターナルハーモニー | 「Eternal Harmony」 「Welcome!!」 | ゲーム『アイドルマスター ミリオンライブ！』関連曲                                     |
| 9月24日  | THE IDOLM@STER LIVE THE@TER HARMONY 04                                                                 | ジュリア（愛美） | 「プラリネ」 | ゲーム『アイドルマスター ミリオンライブ！』関連曲                                     |
| 11月26日 | オーバードライブ!                                                                                      | フェザーズ | 「HAPPY!絶好調」 | 『ミルキィホームズ』関連曲                                                            |
| 12月24日 | カードファイト!! ヴァンガード ベストアルバム2 〜リンクジョーカー&レギオンメイト編〜                    | ウルトラレア | 「Bravery Flame」 | 劇場アニメ『劇場版 カードファイト!! ヴァンガード ネオンメサイア』挿入歌               |
| 2015年   | | | |                                                                                       |
| 4月4日   | THE IDOLM@STER LIVE THE@TER SOLO COLLECTION Vol.01                                                     | ジュリア（愛美） | 「Marionetteは眠らない」 | ゲーム『アイドルマスター ミリオンライブ！』関連曲                                     |
| 4月15日  | Treasure Disc                                                                                          | ミルキィホームズ、フェザーズ、明智小衣（南條愛乃）、天城茉莉音（新田恵海） | 「いい日TD」 | テレビアニメ『探偵歌劇 ミルキィホームズ TD』挿入歌                                    |
| 7月15日  | 探偵歌劇 ミルキィホームズ TD 第5巻Blu-ray初回生産限定特典CD「ミルキィ A GO GO」（フェザーズ盤）        | フェザーズ | 「ミルキィ A GO GO」 | テレビアニメ『探偵歌劇 ミルキィホームズ TD』関連曲                                    |
| 7月17日  | THE IDOLM@STER LIVE THE@TER SOLO COLLECTION Vol.02                                                     | ジュリア（愛美） | 「Eternal Harmony」 | ゲーム『アイドルマスター ミリオンライブ！』関連曲                                     |
| 9月30日  | THE IDOLM@STER LIVE THE@TER DREAMERS 01 Dreaming!                                                      | MILLION ALLSTARS | 「Welcome!!」 | ゲーム『アイドルマスター ミリオンライブ！』関連曲                                     |
| 10月28日 | THE IDOLM@STER LIVE THE@TER DREAMERS 02                                                                | 天海春香（中村繪里子）、春日未来（山崎はるか）、北上麗花（平山笑美）、北沢志保（雨宮天）、ジュリア（愛美）、高槻やよい（仁後真耶子）、所恵美（藤井ゆきよ）、七尾百合子（伊藤美来）、望月杏奈（夏川椎菜）、矢吹可奈（木戸衣吹） | 「Dreaming!」 | ゲーム『アイドルマスター ミリオンライブ！』関連曲                                     |
| 10月28日 | THE IDOLM@STER LIVE THE@TER DREAMERS 02                                                                | ジュリア（愛美）、所恵美（藤井ゆきよ） | 「エスケープ」 | ゲーム『アイドルマスター ミリオンライブ！』関連曲                                     |
| 11月25日 | Don't Look Back                                                                                        | ラミーラビリンス | 「Don't Look Back」 | テレビアニメ『カードファイト!! ヴァンガードG ギアースクライシス編』エンディングテーマ |
| 11月25日 | Don't Look Back                                                                                        | ラミーラビリンス | 「フレンズ」 | テレビアニメ『みにヴぁん 二期』エンディングテーマ                                     |
| 2016年   | | | |                                                                                       |
| 1月12日  | アイドルマスター ミリオンライブ！ 第3巻 特別版 オリジナルCD                                            | 伊吹翼（Machico）、ジュリア（愛美）、真壁瑞希（阿部里果） | 「my song」 | 漫画『アイドルマスター ミリオンライブ！』関連曲                                       |
| 1月30日  | THE IDOLM@STER LIVE THE@TER SOLO COLLECTION Vol.03 Vocal Edition                                       | ジュリア（愛美） | 「Dreaming!」 | ゲーム『アイドルマスター ミリオンライブ！』関連曲                                     |
| 5月20日  | アイル（Harmonized ver.）                                                                              | 伊吹翼（Machico）、ジュリア（愛美）、真壁瑞希（阿部里果） | 「アイル（Harmonized ver.）」 | 漫画『アイドルマスター ミリオンライブ！』関連曲                                       |
| 6月8日   | TVアニメ「ラクエンロジック」キャラソンアルバム「SONGS & MELODY」                                       | 七星緑（愛美） feat. ケツァルコアトル（中谷竜） | 「行け！空飛ぶDreamer」 | テレビアニメ『ラクエンロジック』関連曲                                                |
| 7月13日  | アイドルマスター ミリオンライブ！ 第4巻 特別版 オリジナルCD                                            | 伊吹翼（Machico）、ジュリア（愛美）、高山紗代子（駒形友梨）、七尾百合子（伊藤美来）、真壁瑞希（阿部里果） | 「Valt That Borderline!」 | 漫画『アイドルマスター ミリオンライブ！』関連曲                                       |
| 10月12日 | THE IDOLM@STER THE@TER ACTIVITIES 02                                                                   | ジュリア（愛美）、周防桃子（渡部恵子）、大神環（稲川英里）、木下ひなた（田村奈央）、福田のり子（浜崎奈々） | 「俠気乱舞」 「DIAMOND DAYS」 | ゲーム『アイドルマスター ミリオンライブ！』関連曲                                     |
| 11月23日 | Wing of Image                                                                                          | ラミーラビリンス | 「Wing of Image」 | テレビアニメ『カードファイト!! ヴァンガードG NEXT』エンディングテーマ                 |
| 11月23日 | Wing of Image                                                                                          | ラミーラビリンス | 「NEXT IMAGE×NEXT STAGE」 | テレビアニメ『カードファイト!! ヴァンガードG NEXT』関連曲                             |
| 2017年   | | | |                                                                                       |
| 1月11日  | THE IDOLM@STER LIVE THE@TER FORWARD 02 BlueMoon Harmony                                                | アクアリウス | 「待ちぼうけのLacrima」 | ゲーム『アイドルマスター ミリオンライブ！』関連曲                                     |
| 1月11日  | THE IDOLM@STER LIVE THE@TER FORWARD 02 BlueMoon Harmony                                                | BlueMoon Harmony | 「brave HARMONY」 | ゲーム『アイドルマスター ミリオンライブ！』関連曲                                     |
| 3月9日   | THE IDOLM@STER LIVE THE@TER SOLO COLLECTION 04 BlueMoon Theater                                        | ジュリア（愛美） | 「俠気乱舞」 | ゲーム『アイドルマスター ミリオンライブ！』関連曲                                     |
| 4月5日   | TVアニメ「BanG Dream!」キャラクターソング「どきどきSING OUT!」                                         | 戸山香澄（愛美） | 「どきどきSING OUT!」 「ティアドロップス〜Acoustic Ver.〜」                                                                                                   | テレビアニメ『BanG Dream!』関連曲                                                     |
| 4月19日  | 横濱行進曲                                                                                             | ミルキィホームズ フェザーズ | 「Two of Us 無敵♪」 | 『ミルキィホームズ』関連曲                                                            |
| 7月26日  | THE IDOLM@STER MILLION THE@TER GENERATION 01 Brand New Theater!                                        | 765 MILLION ALLSTARS | 「Brand New Theater!」 | ゲーム『アイドルマスター ミリオンライブ！ シアターデイズ』テーマソング                |
| 7月26日  | THE IDOLM@STER MILLION THE@TER GENERATION 01 Brand New Theater!                                        | 765 MILLION ALLSTARS | 「Dreaming!」 | ゲーム『アイドルマスター ミリオンライブ！ シアターデイズ』関連曲                      |
| 11月22日 | THE IDOLM@STER MILLION THE@TER GENERATION 02 フェアリースターズ                                        | フェアリースターズ | 「FairyTaleじゃいられない」 | ゲーム『アイドルマスター ミリオンライブ！ シアターデイズ』関連曲                      |
| 11月22日 | THE IDOLM@STER MILLION THE@TER GENERATION 02 フェアリースターズ                                        | フェアリースターズ | 「Brand New Theater!」 | ゲーム『アイドルマスター ミリオンライブ！ シアターデイズ』関連曲                      |
| 2018年   | | | |                                                                                       |
| 2月7日   | THE IDOLM@STER MILLION LIVE! M@STER SPARKLE 06                                                         | ジュリア（愛美） | 「スタートリップ」 | ゲーム『アイドルマスター ミリオンライブ！ シアターデイズ』関連曲                      |
| 4月4日   | THE IDOLM@STER MILLION LIVE! M@STER SPARKLE 08                                                         | 765 MILLION ALLSTARS | 「Brand New Theater!」 | ゲーム『アイドルマスター ミリオンライブ！ シアターデイズ』関連曲                      |
| 6月1日   | THE IDOLM@STER LIVE THE@TER SOLO COLLECTION 06 フェアリースターズ                                      | ジュリア（愛美） | 「エスケープ」 | ゲーム『アイドルマスター ミリオンライブ！』関連曲                                     |
| 8月22日  | ピコっと！パピっと!!ガルパ☆ピコ!!!                                                                     | 戸山香澄（愛美）、美竹蘭（佐倉綾音）、丸山彩（前島亜美）、湊友希那（相羽あいな）、弦巻こころ（伊藤美来） | 「ピコっと！パピっと!!ガルパ☆ピコ!!!」 | テレビアニメ『BanG Dream! ガルパ☆ピコ』主題歌                                         |
| 8月22日  | ピコっと！パピっと!!ガルパ☆ピコ!!!                                                                     | 戸山香澄（愛美）、美竹蘭（佐倉綾音）、丸山彩（前島亜美）、湊友希那（相羽あいな）、弦巻こころ（伊藤美来） | 「クインティプル☆すまいる」 | ゲーム『バンドリ！ ガールズバンドパーティ！』関連曲                                   |
| 8月29日  | THE IDOLM@STER MILLION THE@TER GENERATION 11 UNION!!                                                   | 765 MILLION ALLSTARS | 「UNION!!」 「Welcome!!」 | ゲーム『アイドルマスター ミリオンライブ！ シアターデイズ』関連曲                      |
| 10月18日 | Destiny Calls                                                                                          | ウルトラレア | 「Destiny Calls」 | テレビアニメ『カードファイト!! ヴァンガード』高校生編オープニングテーマ               |
| 12月26日 | THE IDOLM@STER MILLION THE@TER GENERATION 12 D/Zeal                                                    | D/Zeal | 「ハーモニクス」 「餞の鳥」 | ゲーム『アイドルマスター ミリオンライブ！ シアターデイズ』関連曲                      |
| 2019年   | | | |                                                                                       |
| 1月16日  | ミルキィパレード!!!!                                                                                   | ミルキィホームズ、フェザーズ、アルセーヌ（明坂聡美）、明智小衣（南條愛乃） | 「ミルキィアタック〜上乗せver.〜」 | パチスロ『探偵歌劇 ミルキィホームズTD 消えた7と奇跡の歌』関連曲                       |
| 4月26日  | THE IDOLM@STER THE@TER SOLO COLLECTION 07 FAIRY STARS                                                  | ジュリア（愛美） | 「餞の鳥」 | ゲーム『アイドルマスター ミリオンライブ！ シアターデイズ』関連曲                      |
| 7月24日  | THE IDOLM@STER MILLION THE@TER WAVE 01 Flyers!!!                                                       | 765 MILLION ALLSTARS | 「Flyers!!!」 | ゲーム『アイドルマスター ミリオンライブ！ シアターデイズ』関連曲                      |
| 7月24日  | THE IDOLM@STER MILLION THE@TER WAVE 01 Flyers!!!                                                       | ジェネシス×ネメシス | 「Justice OR Voice」 | ゲーム『アイドルマスター ミリオンライブ！ シアターデイズ』関連曲                      |
| 2020年   | | | |                                                                                       |
| 1月29日  | Dig Delight! Aver.                                                                                     | Peaky P-key | 「電乱★カウントダウン」 | 『D4DJ』関連曲                                                                        |
| 4月22日  | Direct Drive!                                                                                          | Peaky P-key | 「Let's do the 'Big-Bang!'」 | 『D4DJ』関連曲                                                                        |
| 6月24日  | Cosmic CoaSTAR                                                                                         | Peaky P-key | 「Gonna be right」 | 『D4DJ』関連曲                                                                        |
| 8月12日  | 大盛り一丁！ガルパ☆ピコ                                                                                | 戸山香澄（愛美）、美竹蘭（佐倉綾音）、丸山彩（前島亜美）、湊友希那（相羽あいな）、弦巻こころ（伊藤美来） | 「大盛り一丁！ガルパ☆ピコ」 | テレビアニメ『BanG Dream! ガルパ☆ピコ 〜大盛り〜』主題歌                              |
| 8月12日  | 大盛り一丁！ガルパ☆ピコ                                                                                | 戸山香澄（愛美）、美竹蘭（佐倉綾音）、丸山彩（前島亜美）、湊友希那（相羽あいな）、弦巻こころ（伊藤美来） | 「TWiNKLE CiRCLE」 | ゲーム『バンドリ！ ガールズバンドパーティ！』関連曲                                   |
| 8月26日  | THE IDOLM@STER MILLION THE@TER WAVE 10 Glow Map                                                        | 765 MILLION ALLSTARS | 「Glow Map」 | ゲーム『アイドルマスター ミリオンライブ！ シアターデイズ』関連曲                      |
| 8月26日  | ECHOES                                                                                                 | MDR（愛美） | 「【絶叫】Follow me★!!」 | ゲーム『ドールズフロントライン』関連曲                                                |
| 2021年   | | | |                                                                                       |
| 1月6日   | 最頂点Peaky&Peaky!!                                                                                    | Peaky P-key | 「最頂点Peaky&Peaky!!」 「Wish You Luck」 | 『D4DJ』関連曲                                                                        |
| 1月20日  | D4DJ Groovy Mix カバートラックス vol.1                                                                 | Peaky P-key | 「マジLOVE1000%」 「JUST COMMUNICATION」 | ゲーム『D4DJ Groovy Mix』関連曲                                                       |
| 1月27日  | アイドルマスター ミリオンライブ！ Blooming Clover 第8巻限定版 オリジナルCD                             | ジュリア（愛美）、二階堂千鶴（野村香菜子）、箱崎星梨花（麻倉もも） | 「スタートリップ」 | 漫画『アイドルマスター ミリオンライブ！ Blooming Clover』関連曲                       |
| 2月24日  | ぐるぐるDJ TURN!!                                                                                      | Happy Around! feat. KYOKO（愛美） & SAKI（紡木吏佐） | 「ぐるぐるDJ TURN!!」 | テレビアニメ『D4DJ First Mix』オープニングテーマ                                      |
| 2月24日  | ぐるぐるDJ TURN!!                                                                                      | D4DJ ALL STARS | 「LOVE!HUG!GROOVY!!」 | ゲーム『D4DJ Groovy Mix』主題歌                                                       |
| 2月24日  | 「ぐるぐるDJ TURN!!」&「WOW WAR TONIGHT〜時には起こせよムーヴメント〜」同時購入特典CD Peaky P-key Ver. | Peaky P-key | 「ABSOLUTE」 | テレビアニメ『D4DJ First Mix』挿入歌                                                  |
| 3月17日  | THE IDOLM@STER CINDERELLA GIRLS STARLIGHT MASTER COLLABORATION! ハーモニクス                           | ジュリア（愛美）、最上静香（田所あずさ）、木村夏樹（安野希世乃）、多田李衣菜（青木瑠璃子） | 「ハーモニクス」 「Jet to the Future（M＠STER VERSION）」 | ゲーム『アイドルマスター シンデレラガールズ スターライトステージ』関連曲              |
| 3月17日  | THE IDOLM@STER CINDERELLA GIRLS STARLIGHT MASTER COLLABORATION! ハーモニクス                           | 最上静香（田所あずさ）、ジュリア（愛美） | 「Jet to the Future（M＠STER VERSION）」 | ゲーム『アイドルマスター シンデレラガールズ スターライトステージ』関連曲              |
| 3月17日  | THE IDOLM@STER MILLION LIVE! STAR EQUINOX                                                              | ジュリア（愛美） | 「Jet to the Future（M＠STER VERSION）」 | ゲーム『アイドルマスター シンデレラガールズ スターライトステージ』関連曲              |
| 4月14日  | 無敵☆moment                                                                                            | Peaky P-key | 「無敵☆moment」 「Ultimate Vista」 | 『D4DJ』関連曲                                                                        |
| 5月22日  | THE IDOLM@STER LIVE THE@TER SOLO COLLECTION 08 Fairy Stars                                             | ジュリア（愛美） | 「ハーモニクス」 | ゲーム『アイドルマスター ミリオンライブ！ シアターデイズ』関連曲                      |
| 7月21日  | D4DJ Groovy Mix カバートラックス vol.2                                                                 | Peaky P-key | 「逆光のフリューゲル」 「CYBER CYBER」 | ゲーム『D4DJ Groovy Mix』関連曲                                                       |
| 7月28日  | THE IDOLM@STER MILLION THE@TER SEASON Harmony 4 You                                                    | 765 MILLION ALLSTARS | 「Harmony 4 You」 | ゲーム『アイドルマスター ミリオンライブ！ シアターデイズ』関連曲                      |
| 7月28日  | THE IDOLM@STER MILLION THE@TER SEASON Harmony 4 You                                                    | フェアリースターズ | 「EVERYDAY STARS!!」 | ゲーム『アイドルマスター ミリオンライブ！ シアターデイズ』関連曲                      |
| 8月18日  | クッキーラン: キングダム                                                                               | パフェ味クッキー（愛美） | 「トッピングはいらない」 | クッキーラン: キングダム 関連曲                                                       |
| 8月28日  | なんてカラフルな世界！[D4DJ Remix]                                                                     | D4DJ ALL STARS | 「なんてカラフルな世界！[D4DJ Remix]」 | ゲーム『D4DJ Groovy Mix』関連曲                                                       |
| 9月29日  | Let us sing "Peaky!!"                                                                                  | Peaky P-key | 「Let us sing "Peaky!!"」 「Stormy link」 | 『D4DJ』関連曲                                                                        |
| 9月29日  | THE IDOLM@STER MILLION LIVE! M@STER SPARKLE2 01                                                        | ジュリア（愛美） | 「アロー彗星」 | ゲーム『アイドルマスター ミリオンライブ！ シアターデイズ』関連曲                      |
| 9月29日  | HARROW                                                                                                 | コトコ（愛美） | 「HARROW」 「アンチビート」 | 『MILGRAM -ミルグラム-』関連曲                                                        |
| 10月8日  | ピコたるもの、ふぃーばー！                                                                             | 戸山香澄（愛美）、美竹蘭（佐倉綾音）、丸山彩（前島亜美）、湊友希那（相羽あいな）、弦巻こころ（伊藤美来）、倉田ましろ（進藤あまね）、レイヤ（Raychell）                                                                         | 「ピコたるもの、ふぃーばー！」 | テレビアニメ『BanG Dream! ガルパ☆ピコ ふぃーばー！』エンディングテーマ                |
| 10月27日 | ぼくたちのリメイク Blu-ray BOX上巻 特典CD                                                              | 小暮奈々子（愛美） | 「God knows...」 | テレビアニメ『ぼくたちのリメイク』挿入歌                                              |
| 11月24日 | D4DJ 6ユニット3rd Single連動購入特典CD                                                                 | Happy Around! with KYOKO（愛美）、SAKI（紡木吏佐）、RIKA（平嶋夏海）、TSUBAKI（加藤里保菜）、MIYU（反田葉月） | 「ぷっちみくパーチナィ！」 | テレビアニメ『ぷっちみく♪ D4DJ Petit Mix』主題歌                                      |
| 11月24日 | D4DJ 6ユニット3rd Single連動購入特典CD                                                                 | D4DJ ALL STARS | 「ぷっちみくパーチナィ！」 | 『D4DJ』関連曲                                                                        |
| 11月24日 | D4DJ 6ユニット3rd Single連動購入特典CD A ver.                                                          | Peaky P-key | 「ぷっちみくパーチナィ！」 | 『D4DJ』関連曲                                                                        |
| 12月15日 | THE IDOLM@STER MILLION THE@TER WAVE 15 chicAAmor                                                       | chicAAmor | 「深紅のパシオン」 「Paradox of LOVE」 | ゲーム『アイドルマスター ミリオンライブ！ シアターデイズ』関連曲                      |
| 12月16日 | Let's do the 'Big-Bang!' (feat. RINKU)                                                                 | Peaky P-key feat. RINKU（西尾夕香） | 「Let's do the 'Big-Bang!'」 | テレビアニメ『D4DJ First Mix』挿入歌                                                  |
| 2022年   | | | |                                                                                       |
| 1月26日  | D4DJ Groovy Mix カバートラックス vol.3                                                                 | Peaky P-key | 「紅」 「夢見る少女じゃいられない」 | ゲーム『D4DJ Groovy Mix』関連曲                                                       |
| 2月12日  | THE IDOLM@STER LIVE THE@TER SOLO COLLECTION 09 Fairy Stars                                             | ジュリア（愛美） | 「待ちぼうけのLacrima」 | ゲーム『アイドルマスター ミリオンライブ！ シアターデイズ』関連曲                      |
| 3月30日  | Paradox Live Opening Show-Road to Legend-                                                              | VISTY | 「For my Stella」 | 『Paradox Live』関連曲                                                                |
| 4月27日  | D4DJ Groovy Mix カバートラックス vol.4                                                                 | Peaky P-key | 「アゲハ蝶」 「仮面ライダーBLACK」 | ゲーム『D4DJ Groovy Mix』関連曲                                                       |
| 6月29日  | THE IDOLM@STER MILLION THE@TER SEASON LOVERS HEART                                                     | LOVERS HEART | 「空色♡ Birthday Card」 「Harmony 4 You」 | ゲーム『アイドルマスター ミリオンライブ！ シアターデイズ』関連曲                      |
| 6月29日  | THE IDOLM@STER MILLION THE@TER SEASON LOVERS HEART                                                     | 望月杏奈（夏川椎菜）、矢吹可奈（木戸衣吹）、天海春香（中村繪里子）、ジュリア（愛美） | 「CHEER UP! HEARTS UP!」 | ゲーム『アイドルマスター ミリオンライブ！ シアターデイズ』関連曲                      |
| 7月20日  | D4DJ Groovy Mix カバートラックス vol.5                                                                 | Peaky P-key | 「アンチクロックワイズ」 「Over Soul」 | ゲーム『D4DJ Groovy Mix』関連曲                                                       |
| 7月27日  | THE IDOLM@STER MILLION THE@TER SEASON 夢にかけるRainbow                                                | 765 MILLION ALLSTARS | 「夢にかけるRainbow」 | ゲーム『アイドルマスター ミリオンライブ！ シアターデイズ』関連曲                      |
| 7月27日  | THE IDOLM@STER MILLION THE@TER SEASON 夢にかけるRainbow                                                | フェアリースターズ | 「夢にかけるRainbow」 | ゲーム『アイドルマスター ミリオンライブ！ シアターデイズ』関連曲                      |
| 8月17日  | てっぺんっ天国〜TOP OF THE LAUGH!!!〜                                                                  | てっぺんっオールスターズ | 「てっぺんっ天国 〜TOP OF THE LAUGH!!!〜」 | テレビアニメ『てっぺんっ!!!』オープニングテーマ                                       |
| 8月17日  | てっぺんっ天国〜TOP OF THE LAUGH!!!〜                                                                  | ヤングワイワイ | 「ハグ・ユア・レッグ」 | テレビアニメ『てっぺんっ!!!』挿入歌                                                   |
| 8月17日  | てっぺんっ天国〜TOP OF THE LAUGH!!!〜                                                                  | 高橋よもぎ（愛美）、バーバア（井上喜久子） | 「あくまで手毬唄」 | テレビアニメ『てっぺんっ!!!』挿入歌                                                   |
| 9月7日   | Master Peace A ver.                                                                                    | Peaky P-key | 「強想シュプリーム」 「響奏メリーゴーランド」 「Keep it up」 「Deja Boon」 「Ultimate Vista (Master Peace Remix)」                                            | 『D4DJ』関連曲                                                                        |
| 9月7日   | Master Peace B ver.                                                                                    | Peaky P-key | 「Stormy link（Master Peace Remix）」 | 『D4DJ』関連曲                                                                        |
| 9月7日   | 「Master Peace」2形態同時購入特典 DJクノイチ Special CD                                                | Peaky P-key | 「Electric Spark」 「The Culmination」 | 『D4DJ』関連曲                                                                        |
| 10月26日 | D4DJ Groovy Mix カバートラックス vol.6                                                                 | Peaky P-key | 「Pretender」 「ご唱和ください我の名を！」 | ゲーム『D4DJ Groovy Mix』関連曲                                                       |
| 11月23日 | この素晴らしい世界に祝福を!ファンタスティックデイズ ソング・コレクション                               | メル（愛美）、アクセルハーツ | 「Smile Surprise」 | ゲーム『この素晴らしい世界に祝福を!ファンタスティックデイズ』関連曲                   |
| 12月14日 | THE IDOLM@STER MILLION THE@TER VARIETY 02                                                              | 765 MILLION ALLSTARS | 「Brand New Theater! 〜Brand New Year Ver.〜」 | ゲーム『アイドルマスター ミリオンライブ！ シアターデイズ』関連曲                      |
| 12月21日 | DO-OR-DIE                                                                                              | Peaky P-key | 「One's Believing」 「Let’s do it!」 「ABSOLUTE（EG Remix）」 「Wish You Luck（KAN TAKAHIKO Remix）」 「Let’s do the ‘Big-Bang!’（Motsu Cyber Choir Remix）」 | 『D4DJ』関連曲                                                                        |
| 2023年   | | | |                                                                                       |
| 1月14日  | THE IDOLM@STER LIVE THE@TER SOLO COLLECTION 11 Fairy Stars                                             | ジュリア（愛美） | 「Paradox of Love」 | ゲーム『アイドルマスター ミリオンライブ！ シアターデイズ』関連曲                      |
| 1月25日  | D4DJ Groovy Mix カバートラックス vol.7                                                                 | Peaky P-key | 「UNION」 「少年ハート」 | ゲーム『D4DJ Groovy Mix』関連曲                                                       |
| 2月15日  | Maihime                                                                                                | Peaky P-key | 「OVERWHELM!」 | テレビアニメ『D4DJ All Mix』挿入歌                                                    |
| 3月15日  | Around and Around                                                                                      | 愛本りんく（西尾夕香）、山手響子（愛美）、出雲咲姫（紡木吏佐）、瀬戸リカ（平嶋夏海）、青柳椿（加藤里保菜）、桜田美夢（反田葉月）                                                                                               | 「Around and Around」 | テレビアニメ『D4DJ All Mix』エンディングテーマ                                        |
| 3月23日  | THE IDOLM@STER 765 MILLION ALLSTARS BEST                                                               | 765 MILLION ALLSTARS | 「Thank You!（765 MILLION ALLSTARS ver.）」 「夢にかけるRainbow（Brand New Ver.）」 「Crossing!」                                                             | ゲーム『アイドルマスター ミリオンライブ！ シアターデイズ』関連曲                      |
| 3月23日  | THE IDOLM@STER LIVE THE@TER BEST                                                                       | BlueMoon Harmony | 「brave HARMONY（Brand New Ver.）」 | ゲーム『アイドルマスター ミリオンライブ！ シアターデイズ』関連曲                      |
| 4月19日  | 響乱☆カウントダウン                                                                                    | Peaky P-key | 「響乱☆カウントダウン」 「Ideal Factor」 | 『D4DJ』関連曲                                                                        |
| 4月22日  | THE IDOLM@STER LIVE THE@TER SOLO COLLECTION 12 Fairy Stars                                             | ジュリア（愛美） | 「FairyTaleじゃいられない」 | ゲーム『アイドルマスター ミリオンライブ！ シアターデイズ』関連曲                      |
| 7月12日  | D4DJ Groovy Mix カバートラックス vol.8                                                                 | Peaky P-key | 「BLACK SHOUT」 「Storyteller」 | ゲーム『D4DJ Groovy Mix』関連曲                                                       |
| 7月26日  | THE IDOLM@STER MILLION LIVE! グッドサイン                                                              | 765 MILLION ALLSTARS | 「グッドサイン」 | ゲーム『アイドルマスター ミリオンライブ！ シアターデイズ』関連曲                      |
| 7月26日  | THE IDOLM@STER MILLION LIVE! グッドサイン                                                              | フェアリースターズ | 「グッドサイン」 | ゲーム『アイドルマスター ミリオンライブ！ シアターデイズ』関連曲                      |
| 8月9日   | おいでませ！三日月寺                                                                                   | 結月（愛美）、月夜（芹澤優）、海月（山下七海）、ミア（朝日奈丸佳）、カグラ（上坂すみれ） | 「おいでませ！三日月寺」 | テレビアニメ『てんぷる』エンディングテーマ                                            |
| 8月9日   | おいでませ！三日月寺                                                                                   | 結月（愛美）、月夜（芹澤優）、海月（山下七海） | 「いつかは満月のように！」 | テレビアニメ『てんぷる』エンディングテーマ                                            |
| 8月9日   | おいでませ！三日月寺                                                                                   | 結月（愛美） | 「いつかは満月のように！」 | テレビアニメ『てんぷる』関連曲                                                        |
| 8月23日  | THE IDOLM@STER MILLION ANIMATION THE@TER『Rat A Tat!!!』                                               | MILLIONSTARS | 「Rat A Tat!!!」 | テレビアニメ『アイドルマスター ミリオンライブ！』オープニングテーマ                   |
| 8月23日  | THE IDOLM@STER MILLION ANIMATION THE@TER『Rat A Tat!!!』                                               | MILLIONSTARS | 「セブンカウント」 | テレビアニメ『アイドルマスター ミリオンライブ！』イメージソング                       |
| 9月23日  | White Macaron                                                                                          | 愛本りんく（西尾夕香）、山手響子（愛美） | 「White Macaron」 | ゲーム『D4DJ Groovy Mix』関連曲                                                       |
| 10月25日 | THE IDOLM@STER MILLION ANIMATION THE@TER MILLIONSTARS Team7th『トワラー』                              | MILLIONSTARS Team7th | 「トワラー」 | テレビアニメ『アイドルマスター ミリオンライブ！』関連曲                               |
| 10月29日 | HARDCORE TANO*C 20周年記念CD『20』                                                                     | Laur feat. 山手響子（愛美） | 「FACE feat. 山手響子」 | 『D4DJ』関連曲                                                                        |
| 11月29日 | 真夏のInstant                                                                                          | Peaky P-key | 「真夏のInstant」 「Never lose」 | ゲーム『D4DJ Groovy Mix』関連曲                                                       |
| 12月20日 | D4DJ EXCLUSIVE TRACKS                                                                                  | Happy Around!×Peaky P-key | 「Peaky Around!!」 | テレビアニメ『D4DJ All Mix』挿入歌                                                    |
| 12月20日 | D4DJ EXCLUSIVE TRACKS                                                                                  | 愛本りんく（西尾夕香）、山手響子（愛美）、出雲咲姫（紡木吏佐）、瀬戸リカ（平嶋夏海）、青柳椿（加藤里保菜）、桜田美夢（反田葉月）                                                                                               | 「Delightful Party」 | テレビアニメ『D4DJ All Mix』挿入歌                                                    |
| 12月20日 | D4DJ EXCLUSIVE TRACKS                                                                                  | D4DJ ALL STARS | 「LOVE!HUG!GROOVY!! +nova」 | ゲーム『D4DJ Groovy Mix』関連曲                                                       |
| 12月20日 | D4DJ EXCLUSIVE TRACKS                                                                                  | Peaky P-key | 「電乱★カウントダウン（DJ Genki Remix）」 | ゲーム『D4DJ Groovy Mix』関連曲                                                       |
| 2024年   | | | |                                                                                       |
| 2月21日  | THE IDOLM@STER MILLION ANIMATION THE@TER START THE DREAM                                               | MILLIONSTARS | 「REFRAIN REL@TION」 「Brand New Theater!」 | テレビアニメ『アイドルマスター ミリオンライブ！』挿入歌                               |
| 2月21日  | THE IDOLM@STER MILLION ANIMATION THE@TER START THE DREAM                                               | MILLIONSTARS | 「Thank You!（Acoustic ver.）」 | テレビアニメ『アイドルマスター ミリオンライブ！』挿入歌                               |
| 2月24日  | THE IDOLM@STER LIVE THE@TER SOLO COLLECTION 「REFRAIN REL@TION」 Fairy Stars                           | ジュリア（愛美） | 「REFRAIN REL@TION」 | テレビアニメ『アイドルマスター ミリオンライブ！』関連曲                               |
| 3月20日  | THE IDOLM@STER MILLION THE@TER VARIETY 05                                                              | 望月杏奈（夏川椎菜）、高槻やよい（仁後真耶子）、星井美希（長谷川明子）、木下ひなた（田村奈央）、ジュリア（愛美） | 「はぴ！やば！まいまいんど！」 | ゲーム『アイドルマスター ミリオンライブ！ シアターデイズ』関連曲                      |
| 3月29日  | アイドルマスター ミリオンライブ！ BD 特装版第3巻 特典CD                                                | MILLIONSTARS Team7th | 「Rat A Tat!!!」 | テレビアニメ『アイドルマスター ミリオンライブ！』関連曲                               |
| 4月24日  | D4DJ Groovy Mix カバートラックス vol.9                                                                 | Peaky P-key | 「Give a reason」 「NO MORE CRY」 | ゲーム『D4DJ Groovy Mix』関連曲                                                       |
| 5月17日  | 1・2・3・4・コセイ                                                                                     | 雨宮テンカ（愛美） | 「1・2・3・4・コセイ」 | ゲーム『ディライズ ラストメモリーズ』関連曲                                           |
| 5月22日  | D4DJ XROSS∞BEAT                                                                                        | Peaky P-key×Photon Maiden | 「Eight Tones」 | ゲーム『D4DJ Groovy Mix』関連曲                                                       |
| 5月22日  | D4DJ XROSS∞BEAT                                                                                        | Peaky P-key×Abyssmare | 「NUMBER 1 and ONLY!!!!」 | ゲーム『D4DJ Groovy Mix』関連曲                                                       |
| 7⽉31⽇  | THE IDOLM@STER MILLION LIVE! 7Days A Week!!                                                            | 765 MILLION ALLSTARS | 「7Days A Week!!」 「DIAMOND DAYS」 | ゲーム『アイドルマスター ミリオンライブ！ シアターデイズ』関連曲                      |
| 7⽉31⽇  | THE IDOLM@STER LIVE THE@TER SOLO COLLECTION 「DIAMOND DAYS」 FAIRY STARS                               | ジュリア（愛美） | 「DIAMOND DAYS」 | ゲーム『アイドルマスター ミリオンライブ！ シアターデイズ』関連曲                      |
| 8月14日  | Triumphal                                                                                              | Peaky P-key | 「PEAKY FORCE」 「hanamuke」 「Let's do the 'Big-Bang!' EG NURemix」                                                                                          | 『D4DJ』関連曲                                                                        |
| 8月14日  | Triumphal                                                                                              | 山手響子（愛美） | 「HELLO」 | ゲーム『D4DJ Groovy Mix』関連曲                                                       |
| 8月14日  | Triumphal                                                                                              | Doki Dokiss | 「Choose me Choose love」 「Doki Dokiss」 | ゲーム『D4DJ Groovy Mix』関連曲                                                       |
| 2025年   | | | |                                                                                       |
| 3月5日   | SUPERSTAR                                                                                              | Happy Around!・Peaky P-key・Photon Maiden・Merm4id・燐舞曲・Lyrical Lily・UniChØrd | 「SUPERSTAR」 | ゲーム『D4DJ Groovy Mix』関連曲                                                       |
| 3月5日   | 恋心                                                                                                   | Peaky P-key | 「恋心」 | ゲーム『D4DJ Groovy Mix』関連曲                                                       |
| 3月26日  | THE IDOLM@STER MILLION MOVEMENT OF STARDOM ROAD 08 涙を知ること                                        | 桜守歌織（香里有佐）、大神環（稲川英里）、ジュリア（愛美）、中谷育（原嶋あかり） | 「涙を知ること」 | ゲーム『アイドルマスター ミリオンライブ！ シアターデイズ』関連曲                      |

### その他参加楽曲
| 発売日         | 商品名                                                        | 歌 | 楽曲                          | 備考                                                                          |
| -------------- | ------------------------------------------------------------- | --- | ----------------------------- | ----------------------------------------------------------------------------- |
| 2010年12月29日 | once upon a time                                              | 愛美 | 「Wonderful World」           | テレビアニメ『アスタロッテのおもちゃ！』イメージソング                        |
| 2012年6月29日  | shiny steps!!                                                 | 三森すずこ、寺川愛美 | 「shiny steps!!」             | ゲーム『D.C.III 〜ダ・カーポIII〜』オープニングテーマ                         |
| 2012年6月29日  | shiny steps!!                                                 | 三森すずこ、寺川愛美 | 「Limits of the Sea」         |                                                                               |
| 2014年4月30日  | 夜中メイクが気になったからラジオCD                            | たかはし智秋、愛美、千菅春香 | 「よなきにガールズのテーマ♪」 | ラジオ『夜中メイクが気になったから』テーマソング                              |
| 2015年8月15日  | 魔界戦記ディスガイア5 アレンジサウンドトラック                | 愛美 | 「Lieze Love」                | ゲーム『魔界戦記ディスガイア5』挿入歌                                         |
| 2018年11月21日 | THE IDOLM@STER 765 MILLIONSTARS HOTCHPOTCH FESTIV@L!! LIVE CD | 山崎はるか、愛美、大関英里、郁原ゆう、桐谷蝶々、夏川椎菜 | 「ザ・ライブ革命でSHOW!」     | ライブイベント『THE IDOLM@STER 765 MILLIONSTARS HOTCHPOTCH FESTIV@L!!』関連曲 |
| 2020年9月2日   | mix10th                                                       | SILENT SIREN feat. 愛美 from Poppin’Party | 「Up To You」                 |                                                                               |
| 2020年9月23日  | 月に棲む星のうた 特典CD「イトシキヒビ/スピカ」〜Duet〜        | 愛美、きみコ | 「スピカ」                    |                                                                               |
| 2020年9月23日  | 月に棲む星のうた 特典CD「イトシキヒビ/スピカ」〜Solo〜        | 愛美 | 「スピカ」                    |                                                                               |
| 2022年6月17日  | Sparkle                                                       | 愛美、伊藤美来、小笠原仁（GYROAXIA）、梶原岳人、鈴木愛理、DIALOGUE+、TrySail、仲村宗悟、花澤香菜、halca                                                                          | 「Sparkle」                   | ライブイベント『Animelo Summer Live 2022 -Sparkle-』テーマソング              |
| 2023年6月16日  | heartbeat-axelator                                            | 愛美、相羽あいな(Roselia 湊友希那役)、雨宮天、オーイシマサヨシ、梶原岳人(Paradox Live 朱雀野アレン役)、鈴木このみ、TRUE、三森すずこ、勇-YOU-(SCREEN mode)、YOU-TA(MADKID)、ReoNa | 「heartbeat-axelator」        | ライブイベント『Animelo Summer Live 2023 -AXEL-』テーマソング                 |

### ギター参加作品
| 発売日         | 商品名                                                        | 参加曲           | 備考                                                       |
| -------------- | ------------------------------------------------------------- | ---------------- | ---------------------------------------------------------- |
| 2018年11月21日 | THE IDOLM@STER 765 MILLIONSTARS HOTCHPOTCH FESTIV@L!! LIVE CD | 「キラメキラリ」 | ゲーム『アイドルマスター ミリオンライブ！ シアターデイズ』 |

## ライブ・イベント

### ワンマンライブ
| 出演日        | タイトル                          | 会場                         |
| ------------- | --------------------------------- | ---------------------------- |
| 2013年7月6日  | 愛美 1stワンマンライブ〜A LIVE〜  | 原宿アストロホール（東京都） |
| 2015年2月28日 | 愛美 2nd LIVE 〜LOVE GENERATION〜 | 吉祥寺CLUB SEATA（東京都）   |

### 合同ライブ
| 出演日              | タイトル                                                           | 会場                                            |
| ------------------- | ------------------------------------------------------------------ | ----------------------------------------------- |
| 2012年08月26日      | Animelo Summer Live 2012 -INFINITY∞- けやきひろば INFINITYステージ | さいたまスーパーアリーナ けやきひろば（埼玉県） |
| 2022年6月25日・26日 | KING SUPER LIVE 2022                                               | メットライフドーム（埼玉県）                    |
| 2022年8月26日       | Animelo Summer Live 2022 -Sparkle-                                 | さいたまスーパーアリーナ（埼玉県）              |
| 2023年8月26日       | Animelo Summer Live 2023 -AXEL-                                    | さいたまスーパーアリーナ (埼玉県)               |
| 2024年5月11日・12日 | KING SUPER LIVE 2024                                               | Kアリーナ横浜（神奈川県）                       |
| 2024年8月31日       | Animelo Summer Live 2024 -Stargazer-                               | さいたまスーパーアリーナ（埼玉県）              |